# Jules Bass
Jules Bass (Filadelfia, 16 settembre 1935 – Rye, 25 ottobre 2022) è stato un regista, produttore cinematografico e compositore statunitense, con numerosi lavori per il grande e il piccolo schermo.

## Biografia
Formatosi presso la New York University, ha lavorato, fino al 1960, per un'agenzia pubblicitaria di New York. Nel 1960 assieme ad Arthur Rankin Jr. fonda la società Videocraft International, Ltd. (poi rinominata Rankin/Bass Productions, Inc.). Produce interessanti serie TV come King Kong o Le favole più belle.
In merito alla sua attività di compositore ha collaborato con musicisti del calibro di Maury Laws.

## Filmografia
Tra le sue opere:
- The Hobbit
- The Return of the King
- Il volo dei draghi
- L'ultimo unicorno

## Serie TV (produttore)
Tra le sue opere:
- The New Adventures of Pinocchio (1960, serie TV)
- Tales of the Wizard of Oz (1961, serie TV)
- King Kong (The King Kong Show) (1966, serie TV)
- Return to Oz (1964)
- Rudolph, the Red-Nosed Reindeer (1964)
- Willy McBean and His Magic Machine (1965)
- The Daydreamer (1966)
- Fiocco Frosty il pupazzo di neve (Frosty the Snowman) (1969)
- Le favole più belle (Festival of Family Classics) (1972-'73, 18 episodi, serie TV)
- L'ultimo dinosauro (The Last Dinosaur) (1977)
- L'ultimo unicorno (The Last Unicorn) (1982)